# Guitar Monster Vol.1
Guitar Monstar Vol.1(ギター・モンスター・ヴォリュームワン)は、オムニバスアルバム。

## 内容
様々なギタリストが自らインストを制作したオリジナルアルバム。当時のバンドメンバーが単独で編曲をする楽曲が実在している。

## 収録曲
1. 夜明け（後藤康二（ZYYG））
作曲・編曲：後藤康二
2. LIAR（葉山たけし）
作曲・編曲：葉山たけし
3. A MASK（近藤房之助）
作曲：近藤房之助　編曲：近藤房之助・The Deepest Pocket
4. F・Bottom（増崎孝司（DIMENSION）） 
作曲・編曲：増崎孝司
5. G-10（織田哲郎） 
作曲・編曲：織田哲郎
6. Rocks（五味孝氏（T-BOLAN））
作曲・編曲：五味孝氏
7. Mornin' Joy（田川伸治（DEEN））
作曲・編曲：田川伸治
8. Cunny Funt（Quncho）
作曲：Quncho　編曲：Quncho・岡雄三・大山泰輝・Waroh Kimura
9. Middle roader（大田紳一郎（BAAD））
作曲：大田紳一郎　編曲：大田紳一郎・小林正道・新井康徳
10. attraction（小澤正澄（PAMELAH））
作曲・編曲：小澤正澄

## 参加ミュージシャン
- 渡辺直樹 - ベース(#2)
- 大黒摩季 - コーラス(#2)
- 小野塚晃（DIMENSION） - ピアノ(#2)、オルガン(#2)、キーボード(#4)、プログラミング(#4)
- 大山泰輝 - ピアノ(#3)、キーボード(#8)
- 青木智仁 - ベース(#7)
- 石川雅春 - ドラム(#7)
- 加藤貴也 - マニピュレーター(#7)